# Livold
Livold (nemško Lienfeld) je naselje v občini Kočevje.